# Bataille de Marjayoun
 (octobre 2016).
Améliorez-le ou discutez des points à vérifier. 
 (novembre 2015).
Ne doit pas être confondu avec Bataille de Marj Ayoun.
Conflit israélo-libanais de 2006
Batailles
- Bataille de Maroun al-Ras
- Bataille de Bint Jbeil
- Bataille d'Ayta ash-Shab
- Raid de Tyr
- Bataille de Marjayoun

La bataille de Marjayoun est une bataille du conflit israélo-libanais de 2006, qui a pour théâtre la ville chrétienne de Marjayoun au Liban du Sud, qui est revendiquée comme une grande victoire par le Hezbollah, mais qui se solde par la prise de la ville par Israël.

## Bataille
Marjayoun se trouve à 8 km de la frontière avec Israël. L'un des objectifs de l'armée israélienne est d'arriver jusqu'au fleuve Litani. Pour éviter de passer par Khiam, ville chiite où le Hezbollah est très présent, elle décide d'atteindre le Litani depuis Marjayoun, ville chrétienne qui ne devrait pas abriter de combattants du Hezbollah. Marjayoun est rapide à atteindre du fait de la vallée qui va de la frontière à la ville. Tsahal compte 21 Merkavas et plus de 100 soldats[réf. nécessaire].
Le 10 août 2006 à 3h30 du matin, l'offensive est lancée.
De violents affrontements opposent l'armée israélienne, appuyée par de nombreux blindés, au Hezbollah dans la périphérie de la ville. Deux chars israéliens Merkava sont hors de combat.
Après 6 heures de combats faisant usage de mortiers, d'obus et de roquettes, 200 soldats et 2 chars Merkava envahissent la ville, et occupent les baraquements de l'armée libanaise.
Les 350 soldats de l'armée libanaise cantonnés dans ces casernes n'étaient pas équipés pour le combat, et n'étaient présent que dans un but humanitaire.

## Détail des événements selon le Hezbollah
Pensant que les combattants ne possèdent que des armes lourdes, Tsahal décide de retourner combattre dans la ville mais cette fois à pied. Après une grosse bataille dans la ville, la centaine de soldats israéliens tentent de se replier mais ils se font encercler par le Hezbollah venant de Khiam d'un côté et le PSNS (parti social nationaliste syrien) de Marjayoun de l'autre. Les soldats israéliens ne pouvant plus s'enfuir se réfugient
 dans la caserne de l'armée libanaise du général Adnan Daoud, commandant une force de 350 soldats libanais en mission humanitaire.
Quelques heures plus tôt, à 9 heures du matin, le colonel Ashaya de Tsahal s'était déjà rendu avec ses hommes dans cette caserne et avait inspecté les lieux durant plusieurs heures, à la suite du feu vert du ministre de l'Intérieur par intérim Ahmed Fatfat.
Daoud et ses hommes ont été enfermés. Leurs armes ont été prises par les Forces de défense d'Israël. La chaîne New TV dit que les soldats[Qui ?] ont utilisé des civils comme bouclier humain pour pouvoir quitter la caserne.[réf. nécessaire]

## Évacuation de la ville
Le 11 août 2006, un accord est passé entre la Force intérimaire des Nations unies au Liban, le Hezbollah et Israël. Les habitants, civils et militaires, peuvent partir vers le Nord en toute sécurité.
Un convoi de 759 voitures escorté par 2 véhicules de la FINUL emportant 3 000 personnes quitte la ville. Le convoi dépasse Hasbaya, à 13 km de Marjayoun, lorsqu'il subit un bombardement aérien israélien 30 km plus loin. 

Les autorités libanaises parlent de neuf bombes, les deux premières ayant frappé la première et la dernière voiture. On compte 7 morts et 36 blessés parmi les occupants du convoi.

## Marjayoun et le Hezbollah
Marjayoun est une ville chrétienne (grecque-orthodoxe, maronite et catholique), avec une minorité sunnite et druze. Il n'y a aucun membre du Hezbollah dans la ville, même si ce dernier accepte les chrétiens et les autres musulmans. Hassan Nasrallah, le secrétaire général du Hezbollah, remerciera plus tard "Saraya Al Moukawama", (au Sud Liban : PSNS et parti communiste libanais) d'avoir protégé la ville.[réf. nécessaire]

## Affaire Daoud
Le 16 août 2006, le général Daoud est arrêté pour haute trahison après qu'une chaîne israélienne, suivie de la chaîne du Hezbollah Al-Manar et de la chaîne New TV, reprise plus tard par plusieurs chaînes du monde comme CNN, a diffusé un reportage montrant le général Daoud offrir du thé aux Israéliens. C'est Ahmed Fatfat, ministre de l'Intérieur, qui décide de l'arrêter.
En septembre 2006, il est relâché et reprend son poste à Marjayoun. Certains opposants aux gouvernements pensent que Daoud a menacé de dénoncer ses supérieurs.